# Wilhelm III Jasnowłosy
Wilhelm III Jasnowłosy, fr. Guillaume Tête d'Étoupe (ur. 915 w Poitiers, zm. 3 kwietnia 963), książę Akwitanii, hrabia Poitiers (jako Wilhelm I) i Owernii, najstarszy syn księcia Ebalusa Bękarta i Emilienny.

## Życiorys
Po śmierci ojca w 935 r. odziedziczył tytuł hrabiego Poitiers. Kontrolował również Księstwo Akwitanii i używał tytułu książęcego, ale królewska kancelaria nie chciała mu go potwierdzić, gdyż w 932 r. król Rudolf I Burgundzki nadał księstwo hrabiemu Tuluzy Rajmundowi Ponsowi. Potwierdzenie tytułu księcia Akwitanii dla siebie i swoich potomków Wilhelm uzyskał dopiero niedługo przed swoją śmiercią.
Oprócz Akwitanii decyzją króla Rudolfa Rajmundowi Ponsowi przypadło również hrabstwo Owernii, które udało mu się opanować. Rozpoczęła się kilkuletnia wojna o Owernię. Wilhelm opanował ją dopiero po śmierci Rajmunda w 950 r.
Cały czas nierozwiązana pozostała kwestia Akwitanii. Król Rudolf zmarł w 936 r. i Wilhelmowi udało się dojść do porozumienia z królem Ludwikiem IV i największym panem w królestwie Hugonem Wielkim, hrabią Paryża. Wilhelm oddał nawet Hugonowi część swoich ziem. Wkrótce jednak relacje Wilhelma z Hugonem popsuły się. W 950 r. Ludwik IV nadał Hugonowi ziemie w Burgundii i Akwitanii. Przy pomocy królewskiej Hugo podjął próbę podboju Akwitanii, ale jego najazd został odparty przez Wilhelma. Ludwik IV zmarł w 954 r., a jego następca, Lotar, obawiał się potęgi Wilhelma i wsparł Hugona w jego wyprawie w 955 r. Sprzymierzeni bezskutecznie oblegali Poitiers (sierpień), jednak udało im się zmusić Wilhelma do bitwy i pokonać go.
Hugo Wielki zmarł w 956 r. Jego syn, Hugo Kapet, został mianowany księciem Akwitanii jednak nie podjął żadnych kroków w celu wywalczenia sobie władzy nad Akwitanią. Wilhelm wkrótce doszedł do porozumienia z Lotarem, który potwierdził jego tytuł książęcy.
Wilhelm ufundował opactwo Saint-Hilaire-le-Grand oraz wybudował bibliotekę w swoim pałacu w Poitiers.
W 935 r. poślubił Adelę, zwaną również Gerloc (ok. 917 – po 969), córkę Rolfa, księcia Normandii, i Poppy z Bayeux, córki Berengara II z Neustrii. Wilhelm i Adela mieli razem syna i córkę:
- Wilhelm IV Żelazne Ramię (937 – 5 lutego 995), książę Akwitanii
- Adelajda (945/952 – 1004), żona króla Francji Hugona Kapeta